# Livadice
Livadice (cyr. Ливадице) – wieś w Czarnogórze, w gminie Bijelo Polje. W 2011 roku liczyła 126 mieszkańców.